# Russische kapel

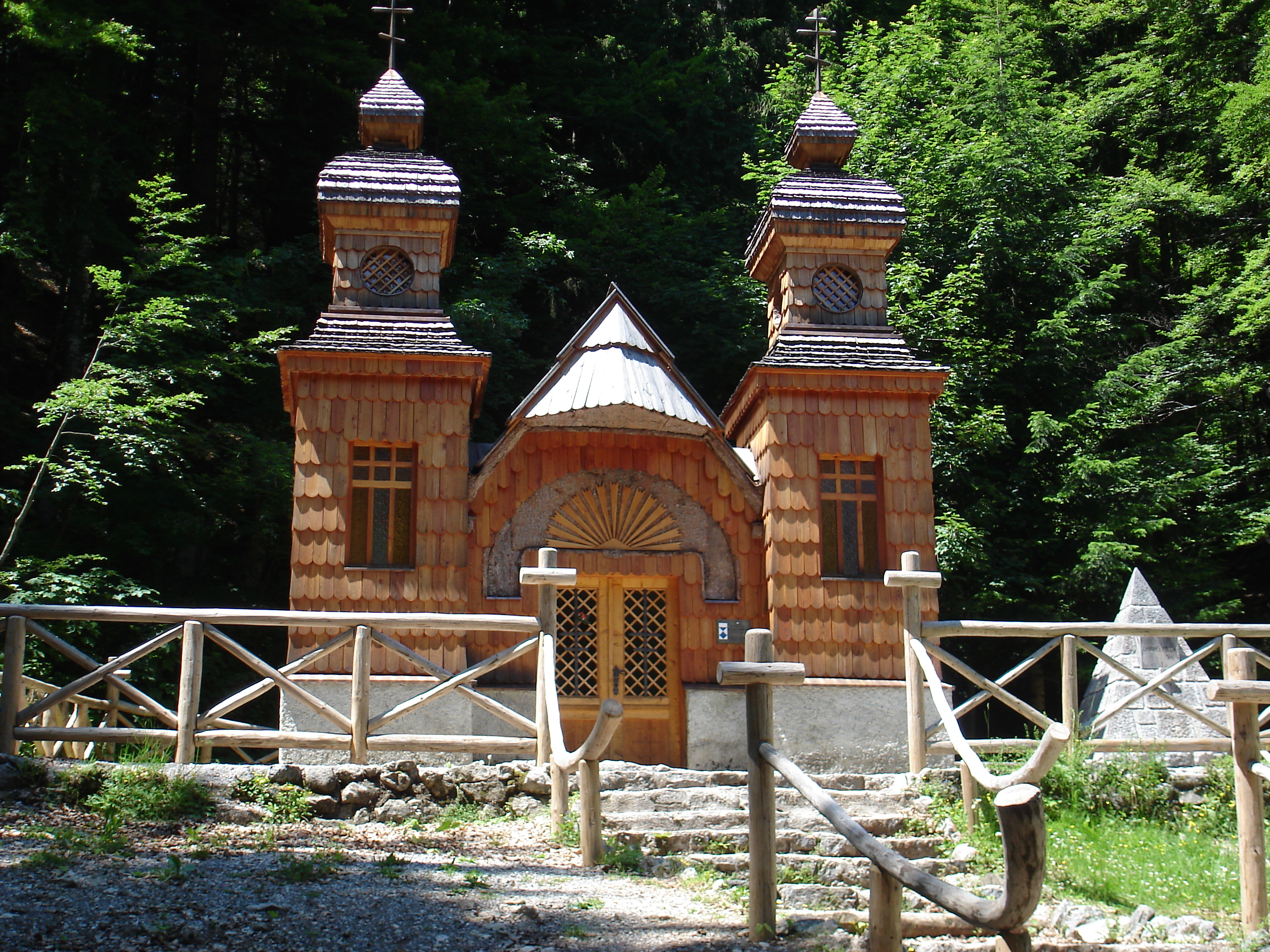
De Russische kapel in 2008

De Russische kapel (Sloveens: Ruska kapela na Vršiču) is een kapel bij de Vršič-pas niet ver van Kranjska Gora in de regio Gorenjska in het noordwesten van Slovenië.
De kapel heeft twee torentjes. Het is een herdenkingsteken voor de Russische dwangarbeiders die in de Eerste Wereldoorlog de Vršič-pas aanlegden. In maart 1916 kwamen 400 dwangarbeiders tijdens een lawine om het leven.